# Skopski loptački podsavez
La Skopski loptački podsavez (in cirillico Скопски лоптачки подсавез), fu la sottofederazione calcistica di Skopje, una delle 15 in cui era diviso il sistema calcistico del Regno di Jugoslavia.. La dicitura della sottofederazione veniva abbreviata in SLP.
L'assemblea generale fondatrice si tenne il 18 dicembre 1927, nel ristorante Neznani junak in Skopje, fra i club dei distretti di Skopje, di Bregalnica, di Bitola, del Kosovo e di Vranje, prima ricadenti sotto la giurisdizione della sottofederazione di Belgrado come Skopska župa. Vi erano presenti i delegati di 21 compagini della Serbia meridionale al momento esistenti: 7 di Leskovac, 6 di Skopje, 6 di Bitola, 1 da Vranje e 1 da Strumica.
I presidenti della SLP furono Đorđe Ristić (1927-1930), Kosta Trnjajski (1930-1934) e Stevan Trivunac (1934-1941).
La SLP contava 27 squadre nel 1929. Nel 1940 il numero era cresciuto a 48 vi erano 23 stadi o campi sportivi.
Le 27 compagini del 1929 erano state divise in 3 parrocchie (župe):
- I župa: SSK, Gragjanski, Sparta, Pobeda, Jugović e Balkan da Skopje; KSK da Kumanovo; Belasica da Strumica; Konkordija e Sloga da Gnjilane.
- II župa: Momčilo, Omladinac, Josif, Sloboda, Veternica e Fabrički SK da Leskovac; Hajduk da Vranje; Vlasina da Vlasotince.
- III župa: SK Bitola, Balkan, Hajduk, Jedinstvo, Jug e Nada da Bitola; DSK da Debar; Jugoslavija da Prilep.

Leskovac e Vlasotince passarono sotto la sottofederazione di Niš nel 1931.

## Albo d'oro

### Skopska župa
Fino al 1927, i club dell'attuale Macedonia del Nord ricadevano sotto la giurisdizione della sottofederazione di Belgrado. I club vincitori della Skopska župa (parrocchia di Skopje) disputavano gli spareggi con le altre parrocchie della BLP per il titolo di "campione provinciale".
| Stagione | Vincitore            | Classifiche                                                                                         | Classifiche                                                                                         |
| -------- | -------------------- | --------------------------------------------------------------------------------------------------- | --------------------------------------------------------------------------------------------------- |
| 1921-22  | ???                  | Partecipanti: SSK, Dušan Silni Prizren, Napredak Skopje, Sveti Nikola/Babunski Veles, Vardar Skopje | Partecipanti: SSK, Dušan Silni Prizren, Napredak Skopje, Sveti Nikola/Babunski Veles, Vardar Skopje |
| 1922-23  | ???                  | Grad Skoplje                                                                                        | Partecipanti: Napredak, SSK, Pobeda, Vardar, Makedonija, Gragjanski                                 |
| 1923-24  | Napredak Skopje      | Grad Skoplje                                                                                        | Napredak 12, Vardar 5, Gragjanski 4, Pobeda 3, Ujedinjeni ritirato                                  |
| 1923-24  | Napredak Skopje      | Finalissima                                                                                         | Napredak Skopje – Belasica n.d.                                                                     |
| 1924-25  | Ujedinjeni Skopje    | Grad Skoplje                                                                                        | Ujedinjeni 20, Napredak 19, Pobeda 12, Gragjanski 11, Olimpija 5, Sinđelić 3, Rapid 0               |
| 1924-25  | Ujedinjeni Skopje    | Provincia                                                                                           | Finale: Kumanovo – Ljuboten Tetovo 9–1                                                              |
| 1924-25  | Ujedinjeni Skopje    | Finalissima                                                                                         | Ujedinjeni Skopje – Kumanovo 4–2                                                                    |
| 1925-26  | finale non disputata | Grad Skoplje                                                                                        | SSK Skopje 19, Gragjanski 13, Pobeda 11, Olimpija 11, Rapid 6, Balkan 0                             |
| 1925-26  | finale non disputata | Bitoljska župa                                                                                      | SK Bitola 6, Balkan Bitola 3, Makedonija Bitola 3, Jugoslavija Prilep 0                             |
| 1926-27  | Pobeda               | Grad Skoplje                                                                                        | Pobeda 9, SSK Skopje 8, Gragjanski 6, Sparta 4, Babunski Veles 5, Belasica 1                        |
| 1926-27  | Pobeda               | Bitoljska župa                                                                                      | SK Bitola 14, Balkan Bitola 9, Makedonija Bitola 5, Hajduk Bitola 2, Jedinstvo Bitolj 0             |
| 1926-27  | Pobeda               | Finalissima                                                                                         | Pobeda – SK Bitola 4–0                                                                              |

### Skopska liga
Con la separazione dalla BLP, i vincitori della Skopska liga accedevano agli spareggi al campionato nazionale.
| Stagione | Vincitore | Classifiche | Classifiche |
| -------- | --- | --- | --- |
| 1927-28  | Pobeda | 1. razred | Pobeda 11, Gragjanski 10, SSK Skopje 9, Sparta Skopje 7, Kumanovo 3 Babunski Veles ritirato |
| 1928-29  | Pobeda | 1. razred | Pobeda 11, Gragjanski 10, Kumanovo 7, Sparta Skopje 4, Jugović Skopje 2 Classifica incompleta: mancano i risultati di tre partite. |
| 1929-30  | Il consiglio di amministrazione della JNS ha annullato l'intero girone di ritorno a causa dell'apparente combine dei risultati da parte del SSK Skopje. A questi ultimi è stata tolta la qualificazione al Državno prvenstvo 1930, il Vardar è stato squalificato per 8 mesi e lo Jugović ad un anno. | Il consiglio di amministrazione della JNS ha annullato l'intero girone di ritorno a causa dell'apparente combine dei risultati da parte del SSK Skopje. A questi ultimi è stata tolta la qualificazione al Državno prvenstvo 1930, il Vardar è stato squalificato per 8 mesi e lo Jugović ad un anno. | Il consiglio di amministrazione della JNS ha annullato l'intero girone di ritorno a causa dell'apparente combine dei risultati da parte del SSK Skopje. A questi ultimi è stata tolta la qualificazione al Državno prvenstvo 1930, il Vardar è stato squalificato per 8 mesi e lo Jugović ad un anno.                                                          |
| 1930-31  | SK Bitola | 1. razred | Jug e SSK Skopje sono state invitare al campionato nazionale, quindi le loro partite sono state cancellate. Vardar e Jugović erano state sospesi in autunno, il primo è rientrato nel girone di ritorno, mentre il secondo ha cessato l'attività. Lo Sparta viene dichiarato vincitore del girone cittadino grazie agli scontri diretti favorevoli sul Vardar. |
| 1930-31  | SK Bitola | Finalissima | SK Bitola – Sparta Skopje 5–2 e 4–3 |
| 1931-32  | SSK Skopje | 1. razred | SSK Skopje 17, Gragjanski 16, Jug 15, Sparta 8, Hajduk 4, Vardar 0 |
| 1932-33  | SSK Skopje | 1. razred | SSK Skopje 16, Gragjanski 14, Jug 9, Hajduk 8, Slavija 7, Sparta 2 SSK Skopje e Jugoslavija Prilep (campione provinciale) ammessi alle qualificazioni per il campionato nazionale 1933-34 |
| 1933-34  | SSK Skopje | 1. razred | SSK Skopje 19, Hajduk 17, Gragjanski 15, Slavija 15, Jug 14, Sparta 14, Crna Gora 13, Vardar 5 |
| 1934-35  | Slavija Skopje | 1. razred | Slavija 10, Jug 9, Hajduk 8, Gragjanski 7, SSK Skopje 6 |
| 1935-36  | Gragjanski | 1. razred | Gragjanski 15, SSK Skopje 15, Slavija 12, Jug 10, Hajduk 8, Sparta 2 |
| 1936-37  | Gragjanski | 1. razred | Gragjanski 20, Slavija 15, Jug 11, Hajduk 10, SSK Skopje 5, Vardar 2 |
| 1937-38  | Gragjanski | 1. razred | Gragjanski 18, Jug 16, SSK Skopje 13, Sparta 8, Hajduk 3, Vardar 2 Il Gragjanski vince gli spareggi-promozione e viene ammesso al campionato nazionale 1938-39 |
| 1938-39  | SSK Skopje | 1. razred | SSK Skopje 19, ZŠK Jug 17, Vardar 10, Hajduk 6, Sparta 6, Balkan 2 |
| 1939-40  | SSK Skopje | 1. razred | SSK Skopje 19, Jug 14, Hajduk 10, BSK Vardar 10, Olimpija 5, Sparta 4 |
| 1940-41  | — | Campionato interrotto a causa della guerra. | Campionato interrotto a causa della guerra. |